# Клетско-Почтовское сельское поселение
Кле́тско-Почто́вское се́льское посе́ление — муниципальное образование в составе Серафимовичского района Волгоградской области.
Административный центр — хутор Клетско-Почтовский.

## История
Клетско-Почтовское сельское поселение образовано 24 декабря 2004 года в соответствии с Законом Волгоградской области № 979-ОД.

## Население
| 2010  | 2012  | 2013  | 2014  | 2015  | 2016  | 2017  |
| ----- | ----- | ----- | ----- | ----- | ----- | ----- |
| 1345  | ↘1331 | ↘1328 | ↘1309 | ↘1299 | ↘1296 | ↘1275 |
| 2018  | 2019  | 2020  | 2021  |       |       |       |
| ↘1258 | ↘1242 | ↘1235 | ↘1217 |       |       |       |

## Состав сельского поселения
| №  | Населённый пункт   | Тип населённого пункта        | Население |
| -- | ------------------ | ----------------------------- | --------- |
| 1  | Глубоковский       | хутор                         | 2         |
| 2  | Грязнушкин         | хутор                         | 3         |
| 3  | Дружилинский       | хутор                         | 2         |
| 4  | Ендовский          | хутор                         | 167       |
| 5  | Клетско-Почтовский | хутор, административный центр | 1065      |
| 6  | Козиновский        | хутор                         | 30        |
| 7  | Красноярский       | хутор                         | 0         |
| 8  | Ластушинский       | хутор                         | 21        |
| 9  | Лебяжий            | хутор                         | 3         |
| 10 | Подпешинский       | хутор                         | 27        |
| 11 | Чернополянский     | хутор                         | 24        |

### Упразднённые населённые пункты
4 июля 2013 года в соответствии с Законом Волгоградской области № 67-ОД из учётных данных исключён хутор Орловский.